# Andrés Rivero Agüero
Andrés Rivero Agüero (ur. 4 lutego 1905 w San Luis, zm. 11 listopada 1997 w Miami) – kubański polityk związany z Postępową Partią Akcji, w latach 1957–1958 premier Kuby.

## Życiorys
Urodził się w 4 lutego 1905 roku w San Luis, w prowincji Oriente.
Swoją karierę polityczną związał z Postępową Partią Akcji. Sprawował urząd premiera Kuby od 26 marca 1957, gdy zastąpił na stanowisku Jorgego Garcíę Montesa, przez niespełna dwanaście miesięcy do 6 marca 1958. Jego następcą został Emilio Núñez Portuondo.
Zmarł 11 listopada 1997 roku w Miami na Florydzie.